# Ceratophyus sinicus
Ceratophyus sinicus là một loài bọ cánh cứng trong họ Geotrupidae. Loài này được Zunino miêu tả khoa học năm 1973.